# Don Dubbins
Don Dubbins (28 de junio de 1928 - 17 de agosto de 1991) fue un actor cinematográfico y televisivo estadounidense.

## Biografía
Su verdadero nombre era Donald Dubbins, y nació en la ciudad de Nueva York. Fue conocido por interpretar desde los inicios de su carrera papeles de militar, particularmente en filmes clásicos como De aquí a la eternidad (1953) y El motín del Caine (1954). El actor James Cagney le procuró papeles en dos de sus películas, These Wilder Years y Tribute to a Bad Man. En la primera, Dubbins interpretaba al hijo de Cagney, y en la segunda formaba parte de un triángulo amoroso en el que se encontraba su jefe, Cagney. En 1957 Dubbins interpretó a un joven soldado en el film de Jack Webb The D.I.. Al año siguiente Dubbins fue seleccionado para trabajar en la película de ciencia ficción From the Earth to the Moon, basada en la novela de Julio Verne.
Ya maduro, Dubbins actuó en filmes como The Prize en 1963, El hombre ilustrado (basado en una novela de Ray Bradbury) en 1969, y Death Wish II en 1976.
Dubbins actuó en muchos papeles televisivos, incluyendo cuatro episodios en cada una de las series de la CBS Gunsmoke y Perry Mason. En 1960 Dubbins intervino en el episodio "Elegy" de la producción de la CBS The Twilight Zone. Ese mismo año trabajó junto a Mel Tormé en la producción de la NBC Dan Raven, protagonizada por Skip Homeier. En 1961 también intervino en un episodio de Stagecoach West, una serie de la ABC. Posteriormente trabajó en la antología de la CBS The Lloyd Bridges Show, y junto a Walter Brennan en la producción de la ABC The Guns of Will Sonnett. En 1966 Dubbins fue estrella invitada, junto a Robert F. Simon en el episodio "Long Journey to Leavenworth" en la serie de la NBC The Road West, protagonizada por Barry Sullivan, Andrew Prine, y Glenn Corbett. 
Dubbins trabajó dos veces en el show de la NBC Little House on the Prairie, con Michael Landon, y cinco veces en el de la CBS Barnaby Jones, con Buddy Ebsen. También trabajó en varios episodios de la serie de Jack Webb Dragnet, en la NBC. Otro de sus papeles fue el de Billy Carter en "The Incident of the Dog Days", de la serie Rawhide.
Las últimas interpretaciones de Dubbins tuvieron lugar en episodios de las producciones de la CBS Knots Landing (1979), de la ABC Dinastía (1981), y de la NBC Highway to Heaven (1984).
Don Dubbins se retiró para vivir en Greenville (Carolina del Sur), donde actuó por última vez en el Warehouse Theater en la obra La muerte de un viajante. Allí falleció a causa de un cáncer en 1991, a los sesenta y tres años de edad.